# Diego De Leo
Diego De Leo (Zenson di Piave, 5 dicembre 1920 – Marostica, 31 gennaio 2015) è stato un arbitro di calcio italiano.

## Primati
Trascorre la sua infanzia nella piccola cittadina calabrese di Bagnara Calabra, da cui è originario il padre (la madre era veneta). Passerà alla storia come uno degli arbitri più famosi al mondo, il primo ad interpretare il ruolo arbitrale come una professione.
Vanta, inoltre, un importante primato: ha rappresentato come arbitro internazionale ben 4 diverse Federazioni nazionali, ovvero quella colombiana, quella brasiliana, quella cilena e quella messicana, pur mantenendo sempre la cittadinanza italiana.

## Carriera
Per ragioni di lavoro, il padre di De Leo si trasferisce ben presto assieme alla famiglia, stabilendosi prima a Jesolo e poi a Mestre dove Diego si iscrive nel 1945, dopo la guerra, al corso per arbitri di calcio presso la locale Sezione AIA, che nel giro di pochi anni avrebbe annoverato tre arbitri internazionali di successo (De Leo, Iginio Rigato e Aurelio Angonese).
L'esuberanza atletica (fu anche campione regionale nel pugilato -pesi mosca-), unita a capacità tecniche e voglia di affermarsi, portano dapprima Diego a dirigere nel campionato di Prima Divisione. Poi segue, nel 1948, la decisione di emigrare in Argentina alla ricerca di nuova opportunità di lavoro: qui la locale Federazione calcio lo riconosce come arbitro della massima serie e così De Leo può debuttare nella Primera División Argentina dirigendo addirittura il Boca Juniors.
Dopo due anni viene avvicinato da emissari della Federazione colombiana, in procinto di fondare una lega professionistica in quel paese e interessati a De Leo come arbitro per il loro campionato: l'italiano accetta la proposta di contratto e in Colombia diventa anche istruttore di altri fischietti emergenti.
Nel 1951 decide di tornare in Italia e la FIGC gli riconosce i meriti conquistati oltre-oceano: dalla stagione 1951-1952 alla stagione 1953-1954 avrebbe totalizzato un totale di 36 presenze in serie A: debutto il 4 novembre 1951 in Bologna-Pro Patria 1-1 e ultima esibizione il 23 maggio 1954 in Inter-Torino 2-0.
Poi è contattato dal futuro presidente della FIFA João Havelange che lo mette sotto contratto per arbitrare nel campionato brasiliano, fino al 1959: in questo periodo conquista anche la qualifica di internazionale e prende parte alla Copa América del 1957.
Tra il 1959 e il 1963 arbitra invece nei campionati cileno (dove la Federazione gli affida il compito di ristrutturare il settore arbitrale in vista dei Mondiali del 1962 che lì si sarebbero disputati) e peruviano: De Leo, oltre a continuare la carriera di arbitro, istituisce vere e proprie scuole per direttori di gara.
Al termine di questa esperienza viene ingaggiato dalla Federazione messicana, dove avrebbe chiuso l'attività quasi dieci anni più tardi: in rappresentanza del Messico, dirige la finale dei Giochi Olimpici del 1968 a Città del Messico tra Ungheria e Bulgaria (dove sanziona un totale di ben quattro espulsioni!) ed è protagonista anche ai Mondiali messicani del 1970, dove gli tocca la gara Romania-Cecoslovacchia.
Al termine della carriera sui campi per raggiunti limiti d'età, tra il 1971 e il 1973 De Leo è incaricato come istruttore nel settore arbitrale della FIFA, che gli conferisce inoltre il prestigioso "FIFA Special Award".
Ritornato in Italia, qui avrebbe rivestito il ruolo di osservatore degli arbitri di Serie A, a livello UEFA e FIFA, fino al 1991.
In Messico e anche in Italia nel 1971 (VIII edizione, edito dalla Panini di Modena) fa pubblicare anche un proprio libro: "Regole del calcio".
Trascorre gli ultimi anni della sua vita nel nordest vicentino a Rosà e muore a Marostica il 31 gennaio 2015.